# Catoblépas
Le catoblépas (en grec ancien : κατώβλεπον, littéralement : « qui regarde vers le bas, en dessous »), est un animal fabuleux dont le regard cause immédiatement la mort de tout humain qui le croise, et dont la grosse tête, trop lourde pour être tenue haute, est en permanence inclinée vers le sol
.
Sa première mention est due à Pline l'Ancien, dont la description est reprise ensuite par Claude Élien, Léonard de Vinci et quelques autres érudits de la Renaissance. Sous la plume de Gustave Flaubert, il symbolise la bêtise humaine. Jorge Luis Borges lui consacre un chapitre dans son Livre des êtres imaginaires. Il apparaît aussi dans quelques jeux de rôle.

## Légende

### Antiquité romaine
- Pline l'Ancien situe le catoblépas non loin des sources du Nil, aux confins de l'Éthiopie :

« Chez les Éthiopiens occidentaux est la source Nigris, origine du Nil, d'après l'opinion de la plupart des auteurs (...).Auprès de cette source est une bête appelée catoblépas, d'une taille médiocre, ayant les membres inertes : tout ce qu'elle peut faire, c'est de porter sa tête, qui est très pesante, et qu'elle tient toujours inclinée vers le sol ; autrement elle serait le fléau du genre humain, car ceux qui voient ses yeux expirent sur le champ. »

— Pline l'Ancien, Histoire naturelle, (VIII, 32)

### Renaissance
- Claude Élien, dans De la nature des animaux, décrit un catoblépas herbivore, de la taille d'un taureau domestique, avec une crinière épaisse, des yeux bridés et injectés de sang, et de lourdes paupières. D'après lui, son regard n'est pas mortel, mais son souffle empoisonné intoxique les plantes qu'il mange et peut transformer les êtres vivants en pierre[3].

- Léonard de Vinci, dans ses carnets, le dit animal d'Éthiopie :

« On le trouve en Éthiopie, près de la source Nigricapo. Ce n'est pas un très gros animal, il est flasque dans toutes ses parties, et sa tête est si grande qu'il la porte avec difficulté, de telle sorte qu'elle penche toujours vers le sol, sinon ce serait un grand fléau pour l'homme, quelqu'un sur qui il fixe son regard meurt immédiatement. »

— Léonard de Vinci

- François Rabelais mentionne le « catoblepes » au nomnre des animaux venimeux dans sa liste du Quart livre, chapitre 64.
- Philip Sidney mentionne en 1559 un catoblépas dans (en) Philip Sydney, The Countess of Pembroke's Arcadia, 1590.

### Origine
Georges Cuvier a émis l'hypothèse que le catoblépas ait été inspité par le gnou. D'autres créatures mythologiques, comme le basilic et la gorgone, peuvent y avoir contribué.

## Dans la culture populaire

### Littératurecontemporaine

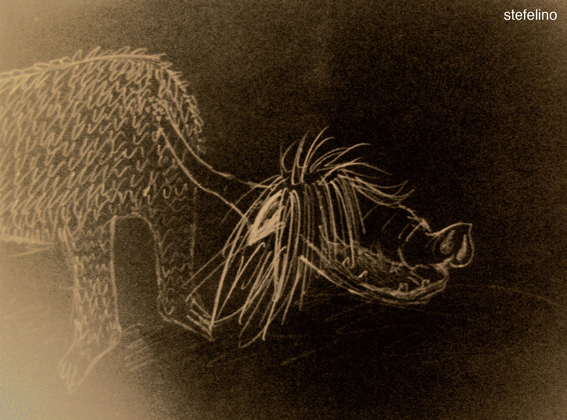
Catoblépas d'après La Tentation de saint Antoine de Gustave Flaubert.

- 1847 : Gustave Flaubert, dans La Tentation de Saint Antoine, 1874 dit le catoblépas autophage et le décrit longuement :

« Gras, mélancolique, farouche, je reste continuellement à sentir sous mon ventre la chaleur de la boue. Mon crâne est tellement lourd qu’il m’est impossible de le porter. Je le roule autour de moi, lentement ; et la mâchoire entr’ouverte, j’arrache avec ma langue les herbes vénéneuses arrosées de mon haleine. Une fois, je me suis dévoré les pattes sans m’en apercevoir.
(...)

Le Catoblépas, buffle noir, avec une tête de porc tombant jusqu'à terre, et rattachée à ses épaules par un cou mince, long et flasque comme un boyau vidé. Il est vautré tout à plat ; et ses pieds disparaissent sous l'énorme crinière à poils durs qui lui couvre le visage(....)

Les Cynocéphales aboient, les Sciapodes se couchent, les Blemmyes travaillent, les Pygmées disputent, les Astomi sanglotent, la Licorne hennit, le Martichoras rugit, le Griffon piaffe, le Basilic siffle, le Phénix vole, le Sadhuzag pousse des sons, le Catoblépas soupire »

.

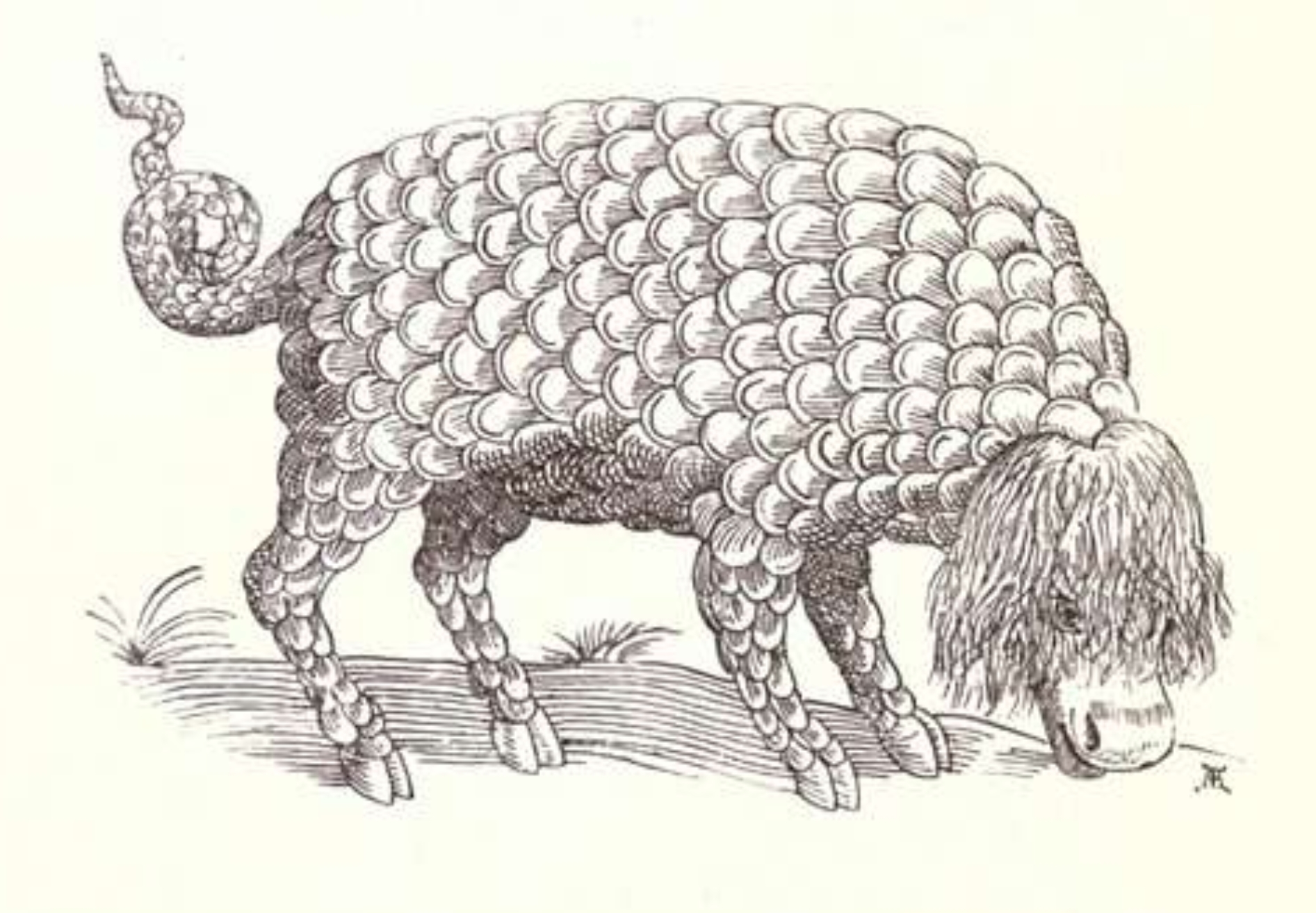
Gravure dans

- 1966 : René Barjavel, dans son essai métaphysique La Faim du tigre,  écrit : « Le comportement général du monde vivant fait penser à celui du légendaire catoblépas, dont l'appétit et la stupidité étaient si grands qu'apercevant le bout de sa queue il s'en saisit, commença à la manger et continua jusqu'à ce qu'il se fût entièrement dévoré. Mais le monde vivant n'est pas stupide : il est contraint. Il ne peut subsister qu'en dévorant sa propre chair. »
- 1952 : René Daumal, dans Le Mont Analogue écrit « Peut-on rêver de gnomes, de géants, d'hydres, de catoblépas qui puissent rivaliser en puissance et en mystère avec un glacier, avec le moindre petit glacier ? »
- 1966 : Henry de Montherlant, dans La petite infante de Castille, dit d'une jeune fille « [J]e pensais qu'elle allait, comme le Catoblépas, dévorer le bout de ses doigts sans s'en apercevoir. ».
- 2009: Lindsey Davis, dans son roman Alexandria, dit que « le catoblépas légendaire » est dans la liste des « personnages principaux qui ne figurent pas, mais méritent une mention »[6].
- 2001: L'écrivain québécois Gaétan Soucy publie Catoblépas aux Éditions du Boréal, une œuvre dramatique.
- 2011: Rick Riordan, dans La Maison d'Hadès, montre certains de ses protagonistes aux prises avec une horde de catoblépas à Venise.
- 2010 : Jean Echenoz, dans un passage de Des éclairs, sa biographie romancée de Nikola Tesla, dit d'un pigeon qu'il est « encore plus con qu'un catoblépas ».

### Jeux vidéo
- Cette créature apparaît dans plusieurs jeux de la série Castlevania, ainsi que dans Final Fantasy.[réf. nécessaire]
- Dans Heroes of Might and Magic III, les créatures appelées gorgones ont une apparence et des capacités proches du catoblépa.[réf. nécessaire]
- Dans le MMORPG RuneScape, il existe un donjon avec un monstre nommé « Catablepon », dont l'apparence est clairement inspirée du catoblépas[7].http://www.runescape.com/kbase/viewarticle.ws?article_id=2622
- Dans le jeu The Witcher, le mets préféré de la princesse Adda est la viande de catoblépas crue.[réf. nécessaire]

#### Donjons et Dragons
Le catoblépas fait partie du bestiaire du jeu de rôle Donjons et Dragons depuis la première édition de 1977. Il y est décrit comme un monstre de type aberration et en anglais son nom se prononce kuht-OH-bleh-puhs, ou kah-TA-ble-pus. Sa figure est directement inspirée de la créature mentionnée par les auteurs greco-romains. Dans le décor de campagne des Royaumes oubliés, les catoblépas sont parfois la possession de puissants mages démoniaques, des rois de Zakhara, et parfois d'autres personnes. Certaines de ces créatures sont élevées pour leur lait à partir duquel est produit une nourriture étrange et mortelle nommée le « fromage de la mort ». Dans un ouvrage consacré aux Royaumes oubliés publié dans les années 1990, Aurora's Whole Realms Catalogue, Marco Volo décrit le fromage de la mort comme fabriqué à partir de lait de catoblépas qui vivent dans les marais du bord de Cormyr. Dans le Monster Manual II, le catoblépas est décrit ainsi : 
« une étrange créature qui habite les marécages et les marais lugubres... est un herbivore habituellement... mais une fois par mois, généralement sous la lumière d'une pleine lune, il chasse pour la viande, pour compléter son régime alimentaire de roseaux et de graminées.
 »